# Wittenbergplatz (metropolitana di Berlino)
La stazione di Wittenbergplatz è una stazione della metropolitana di Berlino, nel quartiere di Schöneberg, nel distretto di Tempelhof-Schoeneberg servita dalle linee U1, U2 e U3. È l'unica stazione della metropolitana di Berlino ad avere 5 binari adiacenti.
È posta sotto tutela monumentale (Denkmalschutz).